# Christian Vollrath von Eyndten
Christian Vollrath von Eyndten (* 1658; † 8. Juli 1706 in Clausenheim) war ein königlich dänischer Oberst und Chef des 4. Dänischen Infanterie-Regiments.
Während des Spanischen Erbfolgekriegs kam das Regiment in kaiserlichen Sold und sollte am 25. Oktober 1701 nach Ungarn geschickt werden. Der mit der Werbung beauftragte Graf Schlieben verspielte das Geld aber. So war das Regiment erst 1703 einsatzbereit. Das Reiter-Regiment wurde den Oberst Nikolas Heinrich Ditmersen zugewiesen. Die Infanterie wurde von Eyndten übernommen.
Kurz vor der Schlacht bei Sibo am 11. November 1705 meldete er sich krank, was zum Streit mit dem Leutnant Gumbracht und dem Hauptmann Wilhelm von Pogwitch (Pogwisch) führte. Der Oberst starb am 8. Juli 1706 in Klausenheim.